# سامسونگ بی۳۲۱۰
سامسونگ بی۳۲۱۰ یک‌نمونه از گوشی‌های تلفن همراه سری B شرکت سامسونگ می باشد که توسط همین شرکت به بازار عرضه شده‌است.